# Закони Бауера
Закони Бауера або принципи Бауера  — два загальнобіологічних принципи, що сформульовані Е. Бауером (1934):
1) розвиток біологічних систем є результатом збільшення ефекту зовнішньої роботи біосистеми (впливу організму на середовище) у відповідь на отриману із зовнішнього середовища одиницю енергії (стимул), для цієї біосистеми, на відміну від систем неживої природи, повинні мати властивість постійно підтримувати свою структуру незалежно від зовнішнього середовища;
2) оскільки живі системи постійно працюють і руйнуються, то вони повинні одночасно і самовідновлюватися, черпаючи з навколишнього середовища необхідні матеріали, енергію та інформацію; завдяки процесу самовідновлення біосистеми зберігають по відношенню до середовища проживання антиентропійний стан.
Загальнобіологічні принципи Бауера у дечому схожі з біогеохімічними принципами Вернадського. На думку Бауера, живі системи ніколи не перебувають в стані рівноваги і виконують за рахунок своєї вільної енергії корисну роботу проти рівноваги, яку вимагають закони фізики і хімії за існуючих зовнішніх умов.
Цей принцип є визначальним для кардинального розрізнення працюючої живої системи і працюючої механічної системи або машини.
Нерівновага означає, стверджує Бауер, що всі структури живих клітин на молекулярному рівні заздалегідь заряджені «зайвою», надлишковою в порівнянні з такою ж неживою молекулою енергією, що виражається в нерівності потенціалів, у створеному хімічному чи електричному градієнті, тоді як в неживої замкнутій системі будь-які градієнти розподіляються відповідно до правила ентропії рівномірно. Цю «зайву» енергію, що існує в живих клітинах на будь-якому рівні, Бауер називає «структурною енергією» і розуміє як деформацію, нерівновагу в будові живої молекули.